# Масакри на Маркалама
Масакри на Маркалама су два масакра над сарајевским цивилима почињена минобацачким нападима током опсаде Сарајева за време рата у Босни и Херцеговини.
Масакри су се одиграли на пијаци Маркале, која се налази у центру Сарајева. Први масакр се десио 5. фебруара 1994. када је убијено 68 људи, а рањено 144. Други напад се десио 28. августа 1995. када је убијено 37 људи, а рањено 90. Потоњи напад је био повод за ваздушне ударе НАТО-а на Републику Српску, који ће на крају довести до Дејтонског мировног споразума и краја рата у Босни и Херцеговини. Према судским пресудама Хашког трибунала за оба случаја је одговорна Војска Републике Српске, док према извештају независне комисије из 1995. године, не постоје јасни докази за то ко је одговоран код првог напада на пијацу Маркале, што је потврдио лично и Јасуши Акаши, изасланик генералног секретара УН за Балкан. Постоје и сведочења која потврђују да је то плански учинила Армија БиХ по наређењу муслиманског вође Алије Изетбеговића. Због тога многи сматрају да су бошњачке снаге исценирале, односно саме извршиле оба напада на сарајевске цивиле како би изазвале НАТО бомбардовање Републике Српске.
Некадашњи специјални изасланик УН Јасуши Акаши изјавио је 2011. године да је још увек нејасно ко је починио на пијаци Маркале 1994. године. Јасуши Акаши је у вези са догађајима на Маркалама 1995. године основао Одбор Уједињених народа од пет стручњака из пет различитих земаља, који је на основу података утврдио да је граната могла бити испаљена са локације под контролом Армије РБиХ или Војске Републике Српске. Тако да је према истраживањима УН случај остао неразјашњен.

## Први масакр
Према извештају Би-Би-Сијевог новинара Џима Фиша, први масакр на пијаци Маркале се десио 5. фебруара 1994. између 12.10 и 12.15 сати, када је минобацачка граната промера 120 милиметара ударила у препуну пијацу Маркале. Спасилачке јединице и особље Организације уједињених нација одмах су притекли у помоћ бројим жртвама. Сви западни медији су одмах навели Србе као ауторе овог напада. Власти Републике БиХ и Републике Српске почеле су међусобно да се оптужују за овај инцидент. Контроверзе око овог догађаја почеле су када је првобитни извјештај Унпрофора навео да је граната испаљена са позиције под контролом Муслимана. Тадашњи командант УНПРОФОР-а, генерал Мајкл Роуз је након инцидента изјавио да не може да се утврди одакле је граната испаљена. Каснији и темељитији извештај УНПРОФОР-а је открио грешку у првобитним налазима. Организација уједињених нација је закључила да је било немогуће одредити са које стране је граната испаљена. Република Српска је исти дан од УНПРОФОРА-а затражила оснивање истражног тима у коме би били заступљени припадници Војске Републике Српске и Армије Републике БиХ, међутим овај предлог је одбијен. У јануару 2003. године, у процесу против генерала Станислава Галића, Хашки трибунал је закључио да је су масакр починиле снаге Војске Републике Српске.

## Други масакр
Други масакр се десио 18 месеци касније, око 11 сати, 28. августа 1995. године. Овог пута било је испаљено пет граната, али је број жртава био мањи — 37 мртвих и 90 рањених. Српски политички врх је као и у инциденту из 1994. године, негирао било какву одговорност и оптужио снаге Владе Босне и Херцеговине да гађају властити народ, како би изазвали међународну заједницу и могућу интервенцију. За овај инцидент, докази су за УНПРОФОР били јасни — у повјерљивом извјештају недуго након инцидента, закључено је да је свих пет граната испалила Војска Републике Српске.

## Судски процес и пресуда
Јануара 2004. године, тужиоци у случају против Станислава Галића, генерала ВРС који је командовао опсадом Сарајева, пред Међународним кривичним судом за злочине почињене на тлу бивше Југославије, представили су као доказ стручни извештај балистичког експерта Берка Зечевића. Заједно са двојицом колега, Зечевић је открио шест могућих места са којих је дотична граната могла бити испаљена, од којих су пет били положаји ВРС, a једно под контролом Армије РБиХ. Место под контролом Армије РБиХ је било видљиво посматрачима УНПРОФОР-а, који су потврдили да тог дана ниједна граната није била испаљена са тог положаја. Берко Зечевић је даље објаснио да су се неки делови пројектила могли производити само у два места, а оба су била под контролом Војске Републике Српске. Истражујући правац минобацачког пројектила од 120 мм, Берко Зечевић је коначно утврдио како је он испаљен са српских положаја на подручју села Мрковићи, североисточно од старог града. Суд је на крају одлучио да је Галић крив без основане сумње за свих пет гранатирања за које су га тужиоци оптужили, укључујући и Маркале, те је осуђен на доживотну робију.
Иако је о пресуди опширно извештавано преко међународних медија, према тврдњама Хелсиншког одбора за људска права у Србији, одлука суда је игнорисана у самој Србији и Црној Гори. Такође, медији и политичари у РС одлучно су негирали резултате вештачења Берка Зечевића. Пантелија Ћургуз, председник Борачке организације РС, оптужио је Зечевића да је био умешан у ове инциденте, док је Радован Караџић, бивши председник РС и хашки оптуженик, затражио изузеће Зечевића због пристрасности.

## Тумачења која одступају од Хашког суда
Тадашњи командант УНПРОФОР-а, генерал Мајкл Роуз, након инцидента је изјавио да не може да се утврди одакле је граната испаљена. Руски пуковник Андреј Демуренко је одмах после гранатирања пијаце Маркале у Сарајеву, у тадашњој Републици БиХ, изјавио да су Срби неоправдано били оптужени само зато да би то био повод да их нападне НАТО Пуковник Демуренко, који је био начелник штаба једног сектора миротвораца у Сарајеву и командант руског миротворачког батаљона, сачувао је комплетну документацију која се односи на Маркале. Прочитао је два извештаја, од којих је један написао један француски официр, док је аутор другог извештаја био официр за ког пуковник није могао да одреди да ли је био бошњачке или хрватске националности. Пуковник наводи да је у тим извештајима био израчунат угао доласка пројектила и угао слетања пројектила на место удара.
„Кренуо сам, на основу анализе коју су направили Французи, до места одакле је требало да наводно гађају српски минобацачи. На површини од сто метара, где је требало да буде тај злокобни минобацач, није било апсолутно никаквих трагова на трави. Војници одлично знају да тамо где се фиксирају минобацачи мора да остане траг. Друго место, где су по француским прорачунима требало да буду српски минобацачи, било је шумовито. Добро је познато да минобацачи не могу да гађају из шуме, јер гране могу да зауставе гранату. Осим тога, због зграда које окружују Маркале, ни случајно није могла стићи граната са српских положаја. Свакоме ко барем мало зна нешто о артиљерији јасно је да граната не може да шета. Осим тога, било је нелогично да једна граната побије и рани толике људе а две остале нису никога ни огребале“, сећа се Демуренко.
Московски историчар, Константин Никифоров, који је једно време радио и као писац говора Бориса Јељцина, у својој књизи пише и о масакрима на Маркалама. Никифоров тврди да су официри руског батаљона, који се налазио око Сарајева, категорички тврдили да Срби нису могли гранатирати Маркале. Тај историчар је дошао до информација да у августу 1995. године Маркале нису гађане из минобацача, већ су, по сценарију западних обавештајних служби, ту крваву акцију обавили Муслимани, са једне од суседних вишеспратница. 
Никифоров је уверен да су и у фебруару 1994. године западне службе организовале акцију под називом „Циклон-1“ када је на Маркалама погинуло много људи. И тада су крваву акцију извели Муслимани. Циљ оба „циклона“ је био да се створи повод да НАТО нападне српске положаје.

## Последице
Директна последица ових догађаја било је НАТО бомбардовање РС. НАТО је оптужио Војску Републике Српске и искористио то гранатирање као повод за улазак НАТО-а у рат против Срба у БиХ у војној операцији под кодним именом „Операција намерна сила“ (Operation Deliberate Force), као и наставак акције НАТО-а и Хрватске против Републике Српске Крајине започете двадесетак дана раније, с циљем ослабљивања војне моћи војске Републике Српске која је претила или је могла да прети подручјима које је УН окарактерисао као „сигурне зоне“. Тим акцијама потпуно је протерано српско становништво са територије Книнске Крајине, као и српско становништво из западних и југозападних делова Босне и Херцеговине.  Република Српска је војнички поражена и била је принуђена да потпише мир у коме је изгубила више од трећине своје дотадашње територије.